# Boronia alata
Boronia alata är en vinruteväxtart som beskrevs av James Edward Smith. Boronia alata ingår i släktet Boronia och familjen vinruteväxter. Inga underarter finns listade i Catalogue of Life.